# Gulrött backfly
Gulrött backfly (Agrochola helvola) är en fjärilsart som beskrevs av Carl von Linné 1758. Gulrött backfly ingår i släktet Agrochola och familjen nattflyn. Arten är reproducerande i Sverige. Inga underarter finns listade i Catalogue of Life.

## Bildgalleri

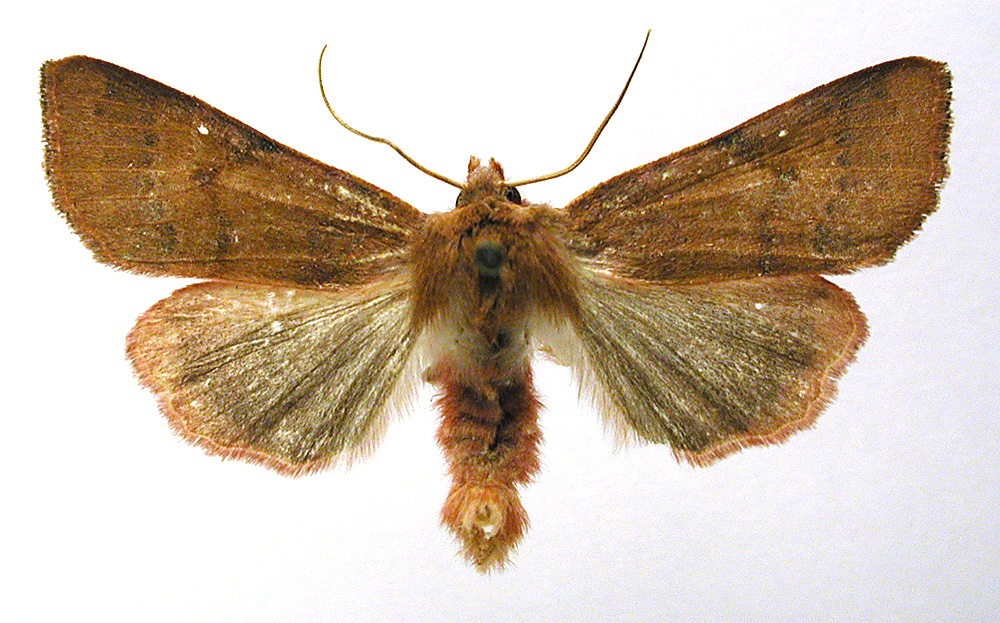
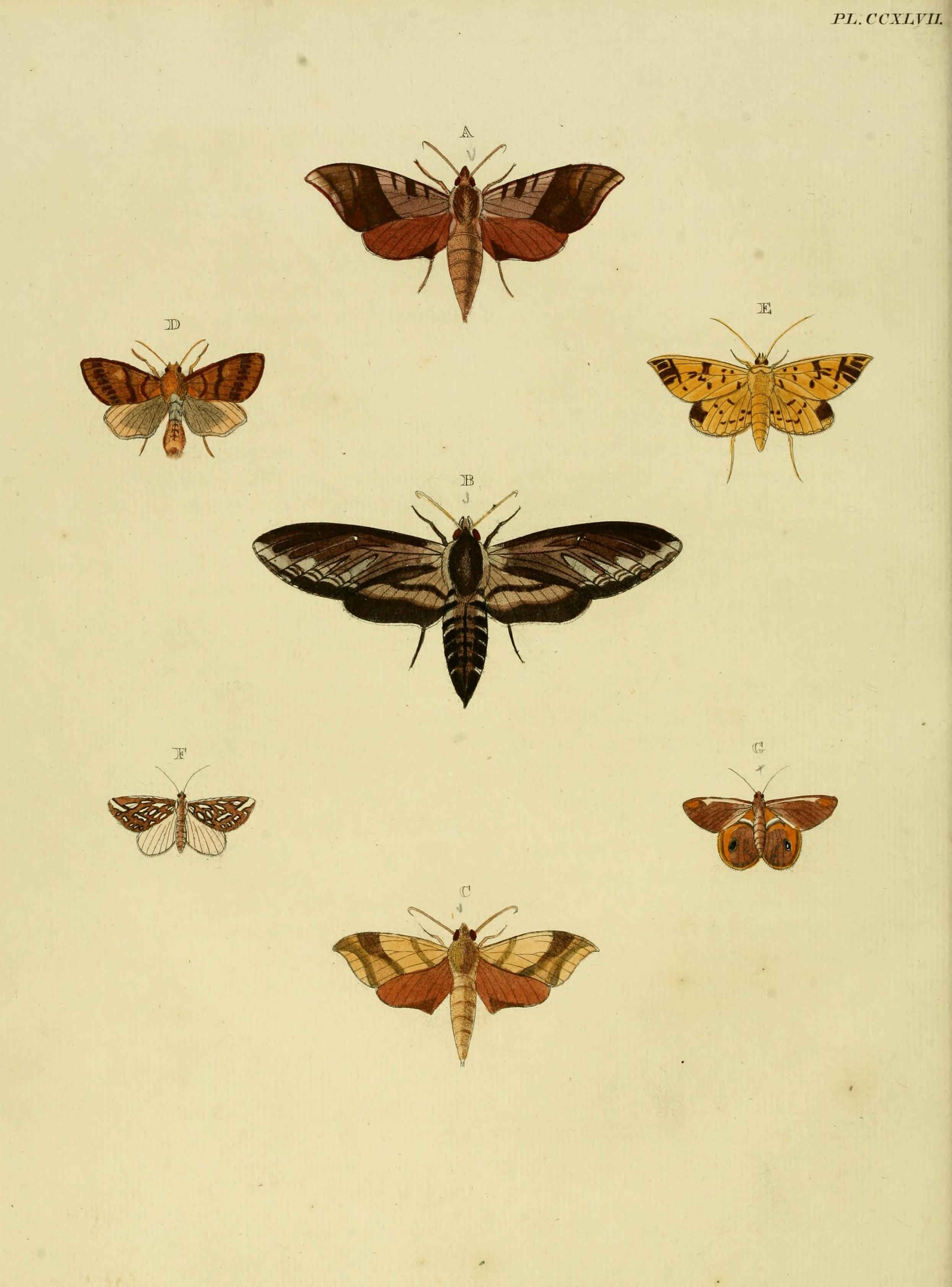